# بالانجويس
بلدية بالانجويس (بالإسبانية: Palanques)‏، هي إحدى بلديات مقاطعة كاستيلون التي تقع في منطقة بلنسية، في شرق إسبانيا.
يبلغ عدد سكانها 33 نسمة وفقاً لإحصائية سنة (2006).